# アンリ・ピティエ
アンリ・フランソワ・ピティエ（Henri François Pittier de Fabrega、 (1857年8月13日 - 1950年1月27日）はスイス生まれでコスタリカ、ベネズエラで働いた地理学者、植物学者である。

## 略歴
スイスのベックスに生まれた。チューリッヒ工科大学、イェナ大学で学んだ。シャトー・デーの学校やローザンヌ大学の地理学科で教えた。1880年代には地中海やレバント海で植物調査を行った。1887年にコスタリカに渡り、気象観測所を設立し、物理、地理学研究所を設立した。さらにコスタリカの動植物を研究した。
コスタリカで15年間働いた後、1901年にアメリカにわたり、アメリカ合衆国農務省で、コスタリカで集められた植物を研究し、1907年にデュラン（Theophile Durand）と"Primitia Flora Costaricencis"（「コスタリカの主な植物」）を執筆した。中南米の植物を研究するために、メキシコ、グアテマラ、パナマ、コロンビア、エクアドルなどを訪れ、1913年にはマラカイの農業学校を開く調査のために、ベネズエラで初めて訪れ、アラグア州、ララ州、ヤラクイ州の植物標本を得て、ワシントンに戻った。
1917年にもベネズエラ政府からカラカス近くのCotizaに農業試験場を開くために招かれるが実現しなかった。1919年にみたび、ベネズエラ」に招かれ、その後はベネズエラで働いた。ベネズエラの植物学研究の施設を整え、Tobías Lasser や Francisco Tamayoなどの若いベネズエラ人の植物学者を育てた。この時期の著書に “El Herbario del Servicio Botánico del Ministerio de Agricultura y Cría.などがある、
1937年にアラグア州北部に国立公園を作り、これはピティエの没後、エンリ・ピティエル国立公園に改名された、、
ウリ科の属名、Pittiera　Cogn. （Polyclathraのシノニム）やラン科の属名、Pittierella　Schltr.（Cryptocentrumのシノニム）に献名された。